# 黃綿綿
黃綿綿，中華民國（台灣）企業家、政治人物，曾任高雄市商業會理事長、台灣省商業會理事長、高雄市進出口商業同業公會理事長、台灣省進出口商業同業公會理事長，後代表中國國民黨在商業團體當選為第一屆第一、二、三次增額立法委員。